# Гавань (исторический район)
Га́вань — исторический район западной части Васильевского острова. Граница проходит по Финскому заливу, реке Смоленке, улице Беринга, Детской улице, Большому проспекту В.О. и 26-й и 27-й линиям В. О.

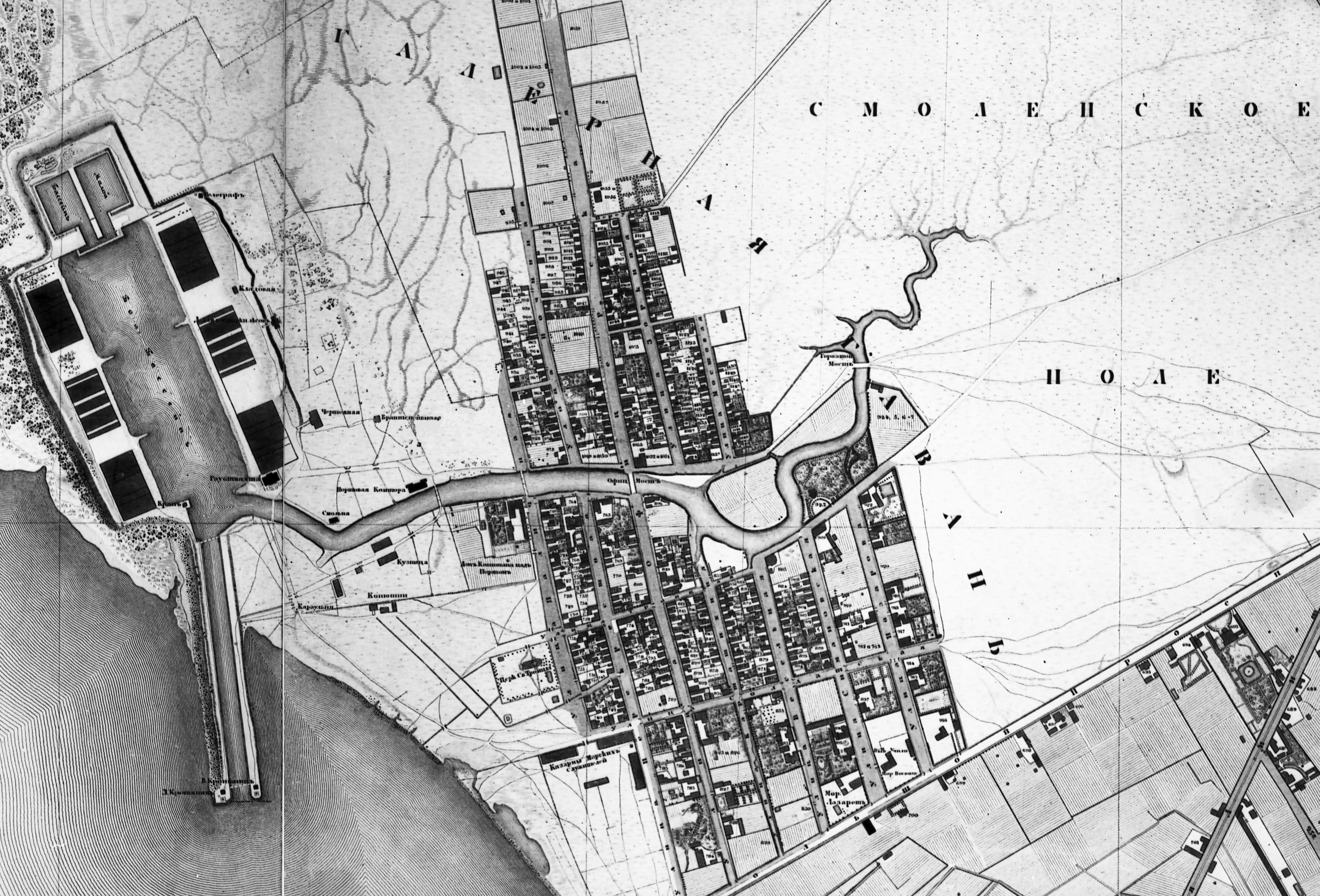
Галерная гавань в 1828 году

## Наименование
Происходит от заложенной здесь в 1721 году Галерной гавани.

## История
Официально была включена в черту города в 1808 году, однако долгое время фактически оставалась отдалённой окраиной, отделённой от застроенной восточной части Васильевского острова обширными пустырями. Трёх-, четырёх- и пятиэтажные каменные здания стали строиться здесь лишь в конце XIX — начале XX века. Во время блокады Ленинграда все деревянные строения в Гавани были разобраны на дрова.
Современная Гавань — морской фасад Санкт-Петербурга. Здесь расположены Морской вокзал, гостиница «Прибалтийская» и выставочный комплекс «Ленэкспо».

## Достопримечательности

### Морской вокзал(площадь Морской Славы, дом 1)

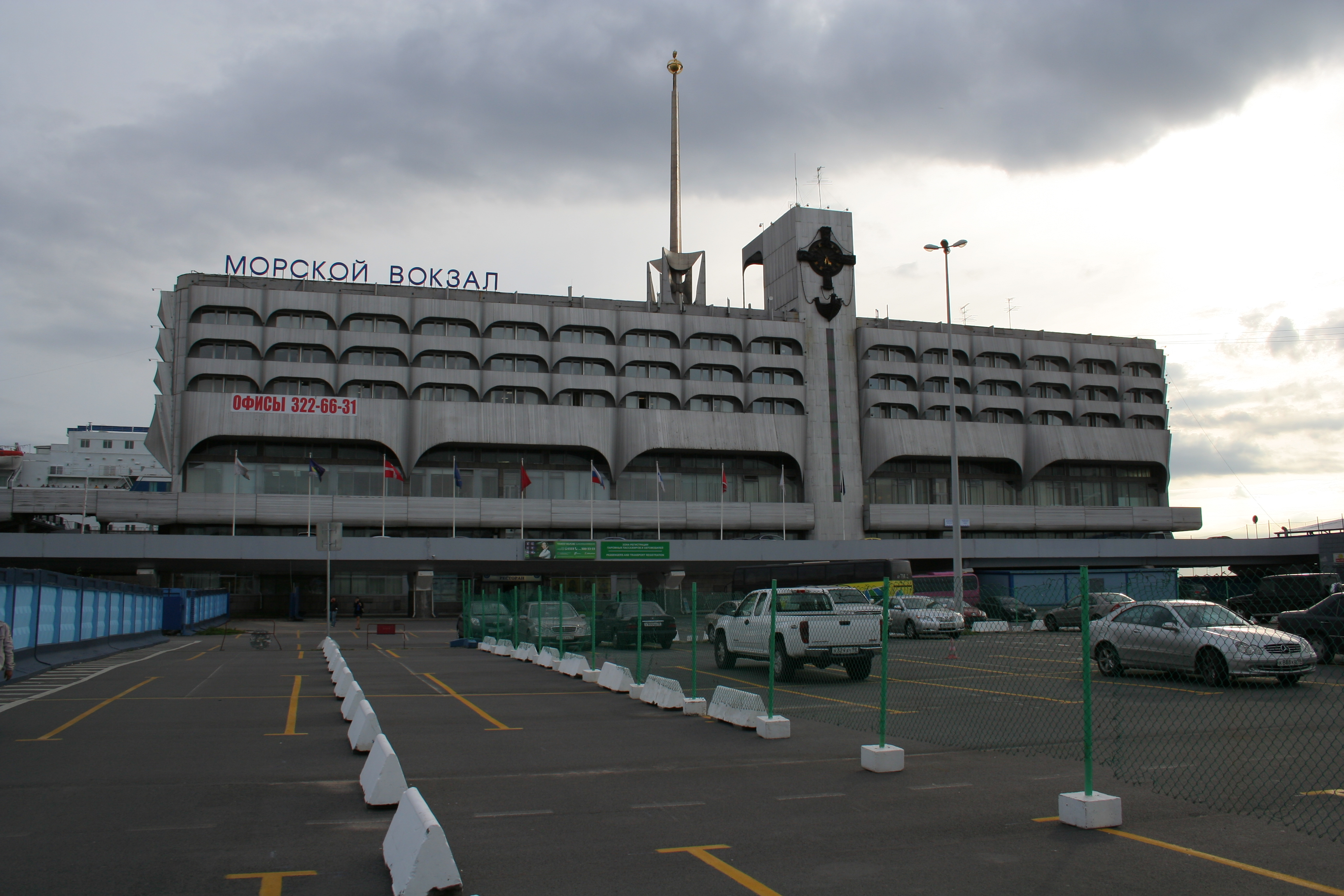
Морской вокзал

Морской вокзал построен в стиле советского модернизма в 1977—1982 годах по проекту архитекторов В.А. Сохина, Л.В. Калягина, А.Н. Лазарева. Семиэтажное здание имеет призматический объем, фасады облицованы объемными алюминиевыми панелями, напоминающими надутые ветром паруса. Здание увенчано башней со шпилем высотой 78 м. Является пассажирским терминалом Большого порта Санкт-Петербург и функционально расширяется за счёт соседнего проекта «Морской фасад».

### Выставочный комплекс Ленэкспо(Большой проспект ВО, дом 103, корпус 1)

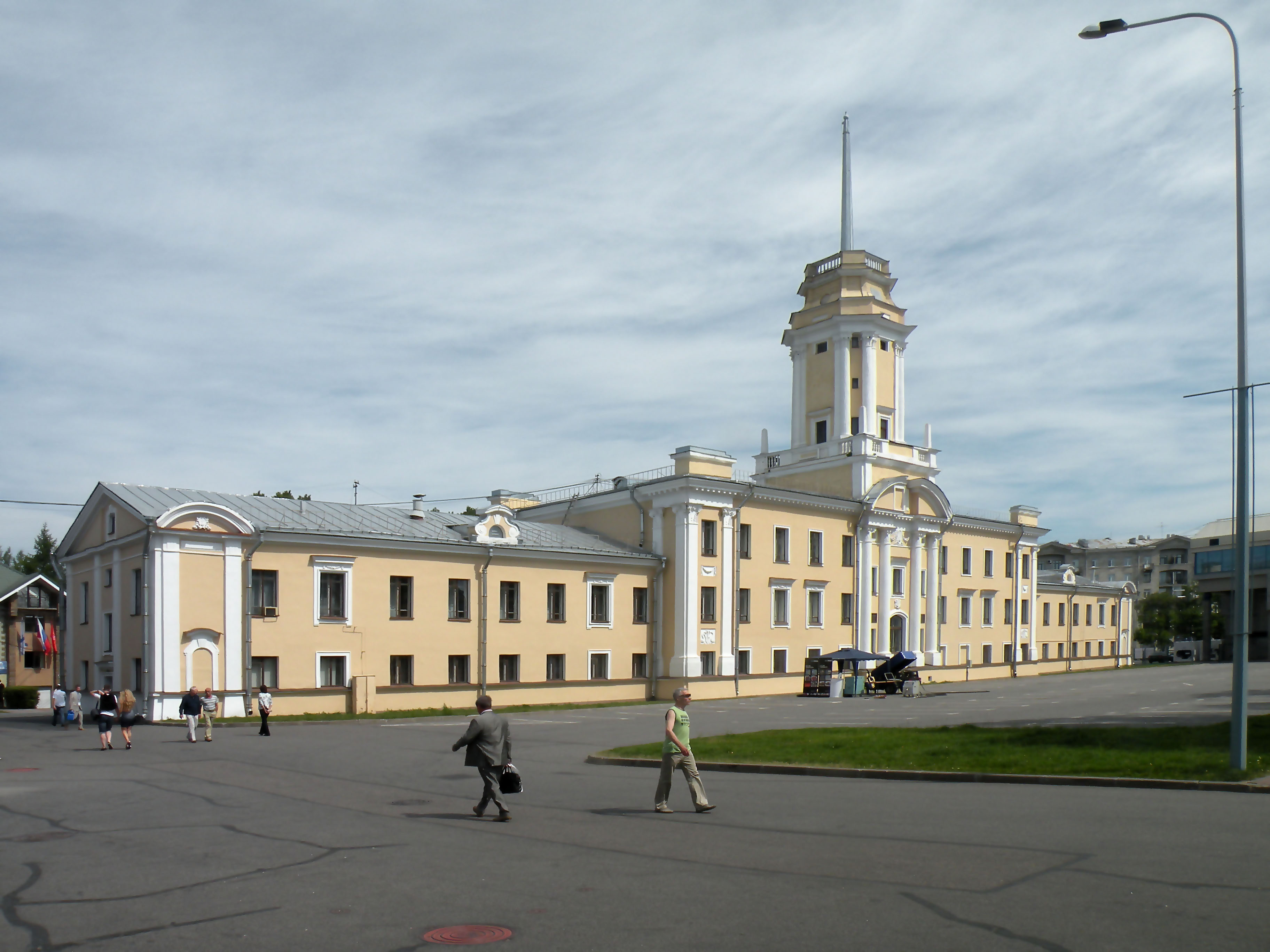
Снесённый в 2022 году «Дом с башней», арх-р Давид Бурышкин, 1949

Выставочный комплекс Ленэкспо сооружен в 1960-е годы по проекту коллектива архитекторов и инженеров под руководством С.И. Евдокимова. Место проведения Петербургского международного экономического форума в 1997—2015 годах.

## Транспорт
Ближайшие станции метро к Гавани:  «Горный институт» (пешком 1,4 км),  «Приморская» (2,4 км),  «Василеостровская» (2,75 км). В планах городских властей строительство станции метро  «Гавань» в границах Шкиперского протока и Наличной улицы.